# Donald Johanson
Donald Johanson, född 28 juni 1943 i Chicago, Illinois, är en amerikansk antropolog och arkeolog. Den 24 november 1974 hittade han de tre miljoner år gamla skelettresterna av världens mest berömda förmänniska – Lucy, den viktigaste referenspunkten för dagens evolutionsforskning.  Hon har blivit en populärbenämning på Australopithecus afarensis, uppkallad eftersom man under utgrävningarna av "Lucy", i Afar i Etiopien, spelade Beatles-låten "Lucy in the Sky with Diamonds". Donald Johanson har anknytning till Norrköping i Sverige; hans föräldrar kom därifrån och han är brorson till brottaren Ivar Johansson.

## Utmärkelser
Asteroiden 52246 Donaldjohanson är uppkallad efter honom.

## Publikationer
- Donald Johanson och Maitland Edey, "Lucy: The Beginnings of Human Evolution", Simon and Schuster, New York, NY, 1981 ISBN 0-671-25036-1
- Donald Johanson och James Shreeve, "Lucy's Child: The Discovery of a Human Ancestor", Viking, London, England, 1989, ISBN 0-670-83366-5
- Donald Johanson och Blake Edgar, "From Lucy to Language", Simon & Schuster, 1996, ISBN 0-684-81023-9